# Újvár vármegye
Újvár vármegyét Szent István király hozta létre az államalapítás és a királyi vármegyerendszer megszervezése idején Újvár (Abaújvár) központtal. Területe ekkor felölelte a későbbi Heves, Abaúj és Sáros vármegyékét.
A vármegye igen sajátságos vonása volt, hogy területe az alapításkor nem volt összefüggő, hanem két darabból, a későbbi hevesi, valamint az abaúj-sárosi területből állt. Ennek az a magyarázata, illetve ez is alátámasztja, hogy az államalapításkor az egyes vármegyék az akkori úri nemzetségek birtokaira szerveződtek, így Újvár az Aba nemzetségére, amelynek birtokai két tömbben, a Mátraalján és a Hernád-völgyben feküdtek.